# كامران بيغ رضا (مقاطعة دالاهو)
كامران‌بيغ رضا (بالفارسية: کامران‌بیگ رضا) هي قرية تقع في كرمانشاه في إيران. يقدر عدد سكانها بـ 210 نسمة .